# Volkspartei (Finnland, 1917)
Die Volkspartei (finnisch: Kansanpuolue) war eine Partei in Finnland, die von 1917 bis 1918 bestand.
Die Partei wurde im Sommer 1917 unter anderem von ehemaligen Mitgliedern der Finnischen Partei und der Jungfinnischen Partei gegründet und hatte ein bäuerliches Profil. Im Oktober 1917 nahm sie in einem Wahlbündnis mit Finnischer und Jungfinnischer Partei an den Parlamentswahlen teil und zog mit fünf Abgeordneten in den finnischen Landtag ein. Im Dezember 1918 löste sich die Partei auf und die drei Abgeordneten Taavetti Heimonen, Erkki Pullinen und Kaarlo Vuokoski traten der Fraktion der liberalen Nationalen Fortschrittspartei bei. Die beiden anderen Abgeordneten Jussi Puumala und August Tanttu traten der monarchischen Nationalen Sammlungspartei bei.